# Zákon o zpracování osobních údajů
Zákon o zpracování osobních údajů je zákon, který upřesňuje zavedení nařízení (EU) GDPR, zapracovává příslušné předpisy Evropské unie, zároveň navazuje na přímo použitelné předpisy Evropské unie a k naplnění práva každého na ochranu osobních údajů upravuje práva a povinnosti při zpracování osobních údajů.  
Tento zákon zapracovává příslušné předpisy Evropské unie, zároveň navazuje na přímo použitelné předpisy Evropské unie:
- Směrnice 2016/680[1]
- Nařízení 2016/679 (též nařízení GDPR)[2]

Tento zákon zrušil přechozí zákon o ochraně osobních údajů.

## Struktura zákona (hlavy zákona)
- Základní ustanovení
- Zvláštní ustanovení o ochraně osobních údajů podle přímo použitelného předpisu EU
- Ochrana osobních údajů při zpracování za účelem předcházení, vyhledávání nebo odhalování trestných činů
- Ochrana osobních údajů při zajišťování obrany a bezpečnosti ČR
- Úřad pro ochranu osobních údajů
- Přestupky

## Termíny
Termíny, které jsou definované v nařízení GDPR a použité v textu zákona:
- Dozorový úřad (supervisory authority) – nezávislý orgán veřejné moci zřízený členským státem.
- Evidence (filing system) – jakýkoliv strukturovaný soubor osobních údajů přístupných podle zvláštních kritérií, ať již je centralizovaný, decentralizovaný, nebo rozdělený podle funkčního či zeměpisného hlediska.
- Omezené zpracování (restriction of processing) – označení uložených osobních údajů za účelem omezení jejich zpracování v budoucnu.
- Osobní údaje (personal data) – veškeré informace o identifikované nebo identifikovatelné fyzické osobě (dále jen subjekt údajů (data subject)
- Porušení zabezpečení osobních údajů (personal data breach, únik dat) – porušení zabezpečení, které vede k náhodnému nebo protiprávnímu zničení, ztrátě, změně nebo neoprávněnému poskytnutí nebo zpřístupnění přenášených, uložených nebo jinak zpracovávaných osobních údajů.
- Pověřenec pro ochranu osobních údajů (Data protection officer) – jmenován správcem a zpracovatelem zejména pro operace zpracování, které vyžadují rozsáhlé pravidelné a systematické monitorování subjektů údajů.
- Profilování (profiling) – jakákoli forma automatizovaného zpracování osobních údajů spočívající v jejich použití k hodnocení některých osobních aspektů vztahujících se k fyzické osobě.
- Příjemce (recipient) – fyzická nebo právnická osoba, orgán veřejné moci, agentura nebo jiný subjekt, kterým jsou osobní údaje poskytnuty, ať už se jedná o třetí stranu, či nikoli.
- Služba informační společnosti (information society service) – služba ve smyslu čl. 1 odst. 1 písm. b) směrnice (EU) 2015/1535.
- Souhlas subjektu údajů (consent’ of the data subject) – jakýkoli svobodný, konkrétní, informovaný a jednoznačný projev vůle, kterým subjekt údajů dává prohlášením či jiným zjevným potvrzením své svolení ke zpracování svých osobních údajů.
- Správce (controller) – fyzická nebo právnická osoba, orgán veřejné moci, agentura nebo jiný subjekt, který sám nebo společně s jinými určuje účely a prostředky zpracování osobních údajů.
- Účel zpracování. Subjekt údajů musí být před udělením souhlasu informován o tom, pro jaký účel zpracování osobních údajů a k jakým údajům je souhlas dáván, jakému správci a na jaké období (§ 43 odst. 4, přestupek § 63  odst. 1 písm. a)).
- Úřad pro ochranu osobních údajů (Office for Personal Data Protection) – zřízen zákonem č. 101/2000 Sb., o ochraně osobních údajů.
- Zpracování (processing) – jakákoliv operace nebo soubor operací s osobními údaji nebo soubory osobních údajů, který je prováděn pomocí či bez pomoci automatizovaných postupů.
- Zpracovatel (processor) – fyzická nebo právnická osoba, orgán veřejné moci, agentura nebo jiný subjekt, který zpracovává osobní údaje pro správce.